# Mont Brulé
De Mont Brulé of ook Mont Braoulè is een berg met een hoogte van 3585 meter op de grens van Zwitserland en Italië. Vanaf de Col de Collon is de berg gemakkelijk te beklimmen via de noordwestgraat en het Pointe Marcel Kurz (3498 m). Bovendien lopen routes naar de top over de oostwand en over de noordoost en zuidgraat. Door de noordwand lopen enkele moeilijkere routes. Vanaf de berg ontspringen twee gletsjers, de Glacier du Mont Braoulè en de Haut Glacier d’Arolla.
De eerste bekende beklimming staat op naam van Alphonse Chambrelent, André en Édouard Michelin, Pierre Puiseux en Bernard en Marc Wolff op 6 augustus 1892. Het is echter waarschijnlijk dat de berg daarvoor al is beklommen.